# Isla Puerto Flores
La isla Puerto Flores (en inglés: Flores Harbour Island) es una de las islas Malvinas. Se encuentra al suroeste de la isla Soledad, en el canal Águila, junto al puerto Flores, de donde toma su nombre, y al frente de la isla Central.